# CO Большой Медведицы
CO Большой Медведицы (лат. CO Ursae Majoris), HD 96813 — одиночная переменная звезда в созвездии Большой Медведицы на расстоянии приблизительно 422 световых лет (около 129 парсеков) от Солнца. Видимая звёздная величина звезды — от +5,95m до +5,74m.

## Характеристики
CO Большой Медведицы — красный гигант, пульсирующая медленная неправильная переменная звезда (LB) спектрального класса M3,5IIIab.